# Guido Knopp
Pour les articles homonymes, voir Knopp.
Guido Knopp, né le 29 janvier 1948 à Schwalmstadt dans le Land de Hesse, est un journaliste, éditorialiste et présentateur allemand. Il est l’auteur de nombreux documentaires et ouvrages dont le thème principal est le nazisme.

## Biographie

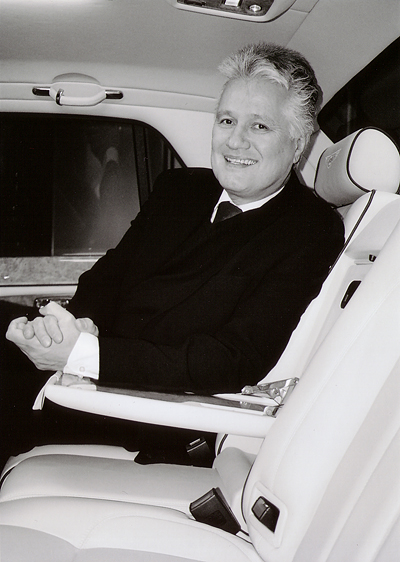
Guido Knopp en 2008.

Après son baccalauréat au Friedrich-Alexander-Gymnasium de Neustadt an der Aisch en Moyenne-Franconie, Knopp étudia l'histoire, les sciences politiques et les méthodes de la publicité à Francfort-sur-le-Main, Amsterdam et Wurtzbourg. Après son doctorat, il travailla comme rédacteur au Welt am Sonntag et au Frankfurter Allgemeine Zeitung. Depuis 1978 il travaille pour la chaine de télévision allemande ZDF, où il crée le magazine de la rédaction Zeitgeschichte, des séries télévisées sur l'histoire contemporaine comme Hitlers Helfer (« Les Complices d'Hitler »), Hitlers Krieger (« Les Guerriers d'Hitler ») et produit la série History qu'il anima. Depuis 1999, sur la chaîne câblée Phoenix qu'il a fondée[réf. nécessaire], Guido Knopp présente la série des 100 Jahre - der Countdown (« 100 ans - le compte à rebours »), qui s'attache à raconter l'histoire du XXe siècle. Cette série constitue le premier travail pouvant compter sur les archives vidéo d'un siècle entier.
Ses documentaires ont souvent été reconnus comme étant de grande qualité, recevant ainsi en 2004 la Goldene Kamera (la « Caméra d'or ») ainsi que les prix de Bavière et le prix européen de la télévision. Il reçut par la suite la croix d'officier de l'ordre du Mérite de la République fédérale d'Allemagne.

## Méthode et cœur de cible
Guido Knopp a apporté le documentaire historique aux heures de grande écoute, touchant ainsi un large public. Son style a été qualifié « d'historytainment »[réf. souhaitée] (par analogie avec « l'edutainment » et « l'infotainment »). Toutefois, comme ses séries documentaires sont la plupart du temps centrées sur la biographie de personnages historiques, les critiques lui reprochent sa façon superficielle de présenter l'histoire et la simplification des liens complexes qui peuvent relier certains aspects des dossiers étudiés. Ses partisans pardonnent ce travers en faisant remarquer que les émissions réalisées par Guido Knopp ne sont pas destinées à des historiens, mais à des personnes n'ayant aucune connaissance historique particulière.

## Prix et récompenses
- 1988 : prix européen de la télévision
- 1997 : Bayerischer Fernsehpreis (prix de la télévision bavaroise) pour la série documentaire Hitlers Helfer (ZDF)
- 1998 : Goldene Romy (Romy Schneider d'or) pour la « meilleure idée de programme » pour Hitlers Helfer
- 2001 : officier de l'ordre du Mérite de la République fédérale d'Allemagne
- 2004 :
  - Goldene Feder (plume d'or) dans la catégorie « documentaire télévisé »
  - Goldene Kamera
- 2005 : Emmy Award dans la catégorie « international » pour le documentaire produit par ZDF Das Drama von Dresden (le drame de Dresde).
- 2009 : Deutscher Fachjournalistenpreis

## Travaux

### Documentaires
| - 1995 - Bis zum bitteren Ende (jusqu'à la fin amère) - 1. Der Feuersturm (la tempête de feu) - 2. Verbrannte Erde (la Terre en flammes) - 3. Die Russen kommen (les Russes arrivent) - 4. Der Zusammenbruch (l'effondrement) - 5. Die Schlacht um Berlin (la bataille de Berlin) - 6. Triumph und Tragödie (triomphe et tragédie) - 1995 - Hitler - Eine Bilanz (Hitler - un bilan) - 1. Der Privatmann (La personne dans le privé) - 2. Der Verführer (Le séducteur) - 3. Der Erpresser (Le maître-chanteur) - 4. Der Diktator (Le dictateur) - 5. Der Kriegsherr (Le seigneur de guerre) - 6. Der Verbrecher (Le criminel) - 1996 - Hitlers Helfer (les complices d'Hitler) - 1. Hess: Der Stellvertreter (Rudolf Hess : le représentant) - 2. Dönitz: Der Nachfolger (Karl Dönitz : le successeur) - 3. Goebbels: Der Brandstifter (Joseph Goebbels : le pyromane) - 4. Göring: Der zweite Mann (Hermann Göring : le deuxième homme) - 5. Himmler: Der Vollstrecker (Heinrich Himmler : l'exécuteur) - 6. Speer: Der Architekt (Albert Speer : l'architecte) - 1997 - Vatikan - Die Macht der Päpste (Vatican - Le pouvoir des papes) - 1. Papst Pius XII. und der Holocaust (Pie XII et l'Holocauste) - 2. Papst Johannes XXIII. und der Aufbruch (Jean XXIII et le renouveau) - 3. Papst Paul VI. und die Pille (Paul VI et la pilule) - 4. Papst Johannes Paul I. und der Tod (Jean-Paul Ier et la mort) - 5. Papst Johannes Paul II. und die Freiheit (Jean-Paul II et la liberté) - 1998 - Der 3. Weltkrieg (la troisième guerre mondiale) - 1998 - Hitlers Helfer II (les complices d'Hitler II) - 1. Bormann: Der Schattenmann (Martin Bormann : l'homme dans l'ombre) - 2. Eichmann: Der Vernichter (Adolf Eichmann : l'exterminateur) - 3. Freisler: Der Hinrichter (Roland Freisler : l'exécuteur) - 4. Mengele: Der Todesarzt (Josef Mengele : le médecin de la mort) - 5. Ribbentrop: Der Handlanger (Joachim von Ribbentrop : l'homme de peine) - 6. Schirach: Der Hitlerjunge (Baldur von Schirach : la jeunesse hitlérienne) | - 1998 - Hitlers Krieger (les guerriers d'Hitler) - 1. Paulus - Der Gefangene (Friedrich Paulus : le prisonnier) - 2. Rommel - Das Idol (Erwin Rommel : l'idole) - 3. Keitel - Der Gehilfe (Wilhelm Keitel : l'aide de camp) - 4. Udet - der Flieger (Ernst Udet : l'as) - 5. Manstein - Der Stratege (Erich von Manstein : le stratège) - 6. Canaris - Der Verschwörer (Wilhelm Canaris : le conspirateur) - 1999 - 100 Jahre - Die großen Bilder unseres Jahrhunderts (Les 100 photos du siècle) - 1999 - 100 Jahre - Die großen Bilder des 20.Jahrhunderts – Katastrophen (Les 100 photos du siècle - Catastrophes) - 1999 - Unser Jahrhundert - Deutsche Schicksalstage (Notre siècle - les jours du destin allemand) - 1999 - Kanzler - Die Mächtigen der Republik (Les chanceliers - hommes de pouvoir de la république) - 2000 - Holokaust (Holocauste) - 1. Menschenjagd (Chasse à l'homme) - 2. Entscheidung (Décision) - 3. Ghetto - 4. Mordfabrik (Les usines de la mort) - 5. Widerstand (Résistance) - 6. Befreiung (Libération) - 2001 - Die große Flucht (le grand exode) - 2001 - Hitlers Frauen und Marlene (Hitler, Marlène et les femmes) - 1. Eva Braun : Die Freundin (Eva Braun : l'amie) - 2. Winifred Wagner : Die Muse (Winifred Wagner : la muse) - 3. Magda Goebbels : Die Gefolgsfrau (Magda Goebbels : la suivante) - 4. Leni Riefenstahl : Die Regisseurin (Leni Riefenstahl : la réalisatrice) - 5. Zarah Leander : Die Sängerin (Zarah Leander : la chanteuse) - 6. Marlene Dietrich - Die Gegnerin (Marlène Dietrich : l'adversaire) | - 2002 - Der Jahrhundertkrieg (la guerre du siècle) - 2003 - Stalingrad - 1. Der Angriff (L'attaque) - 2. Der Kessel (Le chaudron) - 3. Der Untergang (La chute) - 2003 - Die SS - Eine Warnung der Geschichte (Les SS - Un avertissement de l'histoire) - 1. Heydrichs Herrschaft (le pouvoir de Heydrich) - 2. Himmlers Wahn (la folie de Himmler) - 3. Der Machtkampf (la lutte pour le pouvoir) - 4. Totenkopf (Tête de mort) - 5. Die Waffen-SS (Les Waffen-SS) - 6. Mythos Odessa (L'organisation ODESSA, mythe ou réalité) - 2003 – Stalin (Staline) - 1. Der Kriegsherr (Le seigneur de guerre) - 2. Der Mythos (La légende) - 3. Der Tyrann (Le tyran) - 2004 - Sie wollten Hitler töten (Ils voulaient tuer Hitler) - 1. Der einsame Held (Le héros solitaire) - 2. Verpasste Chancen (Les opportunités gâchées) - 3. Der Attentäter (Les auteurs d'attentats) - 4. Die letzte Chance (La dernière chance) |

## Son approche de l'histoire, sujette à discussion
En 2004, Peter Kümmel résume ainsi la pensée de nombreux critiques américains et allemands : les films produits par Guido Knopp fonctionnent comme des « jeux de rôle grâce auxquels les Allemands sont susceptibles de pouvoir se réconcilier avec leurs grands-pères. »  Ses films toucheraient donc plus au sentiment de compassion qu'aux faits en eux-mêmes. Les souvenirs y sont chargés d'empathie, peut-être trop.
Les entretiens émouvants avec des témoins oculaires impuissants éclipsent parfois des faits historiques énormes, commente Evelyn Finger, au sujet de la série sur les expulsions diffusée au printemps 2006 sur ZDF. Il serait en effet politiquement déplacé de penser montrer certains faits historiques en retraçant simplement des destins individuels au cours d'une émission ayant la prétention de présenter toute une époque. Ainsi, Guido Knopp ne dit-il pas un mot au cours de l'introduction de sa trilogie au sujet des méfaits de l'armée allemande en campagne, à l'origine des expulsions à grande échelle perpétrées en Pologne, Russie et dans les autres parties de l'Europe, les exécutions de masse auxquelles on donnait le nom de transfert, les peurs individuelles, les douleurs, la faim et les autres fardeaux aujourd'hui refoulés. Ne pas oublier ces souffrances, cela signifie aussi les mentionner[style à revoir]. Michael Jeismann du Frankfurter Allgemeine Zeitung se demande quant à lui s'il n'aurait pas été nécessaire d'insérer au bas de l'écran la note « les Allemands sont-ils coupables que le Troisième Reich ait mené une guerre d'extermination à l'Est ? ». Guido Knopp, péremptoire, prend le risque de se trouver face à des critiques de sa ligne éditoriale : il n'aurait pas été de bon augure d'oublier cela, aux yeux de qui que ce soit en Europe centrale. Christian Buß dans Der Spiegel a trouvé que cet amalgame autour des hommes-marchandise allemands a duré bien trop longtemps[pas clair].